# Iiaye
Iiaje è una  delle diciotto aree a governo locale (local government areas) in cui è suddiviso lo stato di Ondo, in Nigeria. Conta una popolazione di 290.615 abitanti.